# 亞利桑那龍屬
亞利桑那龍（屬名：Arizonasaurus）是種中生代的主龍類爬行動物，屬於梳棘龍科，生存於三疊紀中期，約2億4300萬年前。牠們與鱷魚有接近的親緣關係，並接近恐龍與鱷魚分開演化的分歧點。亞利桑那龍的化石發現於亞利桑那北部的孟科匹組（Moenkopi Formation），該地層的年代屬於三疊紀中期。
亞利桑那龍（A. babbitti）是在1947年由Welles命名。在2002年，斯特林·內斯比特（Sterling Nesbitt）發現了一個相當完整的骨骸化石。亞利桑那龍的背部上有大型帆狀物，由從脊椎骨延長的神經棘所構成；梳棘龍（Ctenosauriscus）、芙蓉龍、布隆斯格羅夫龍（Bromsgroveia）、Hypselorhachis也有類似的構造。
亞利桑那龍的背棘類似二疊紀早期的合弓類異齒龍、基龍。亞利桑那龍的體型巨大，估計約4到5公尺。